# Szalánkeménszőlős
Szalánkeménszőlős (szerbül: Slankamenački Vinogradi, Сланкаменачки Виногради, szlovákul: Slankamenské Vinohrady) település Szerbiában, a Vajdaságban, a Szerémségi körzetben, Ingyia községben.

## Demográfiai változások
| 1948 | 1953 | 1961 | 1971 | 1981 | 1991 | 2002 |
| ---- | ---- | ---- | ---- | ---- | ---- | ---- |
| 636  | 628  | 581  | 533  | 493  | 278  | 266  |

## További információ
- Sebők László: Vajdaság településeinek etnikai statisztikája, 1870-2011. Kereshető adatbázisban Szalánkeménszőlős adatai a Társadalomtudományi Kutatóközpont Kisebbségkutató Intézet honlapján.